# قاعة ستوكهولم للاحتفالات

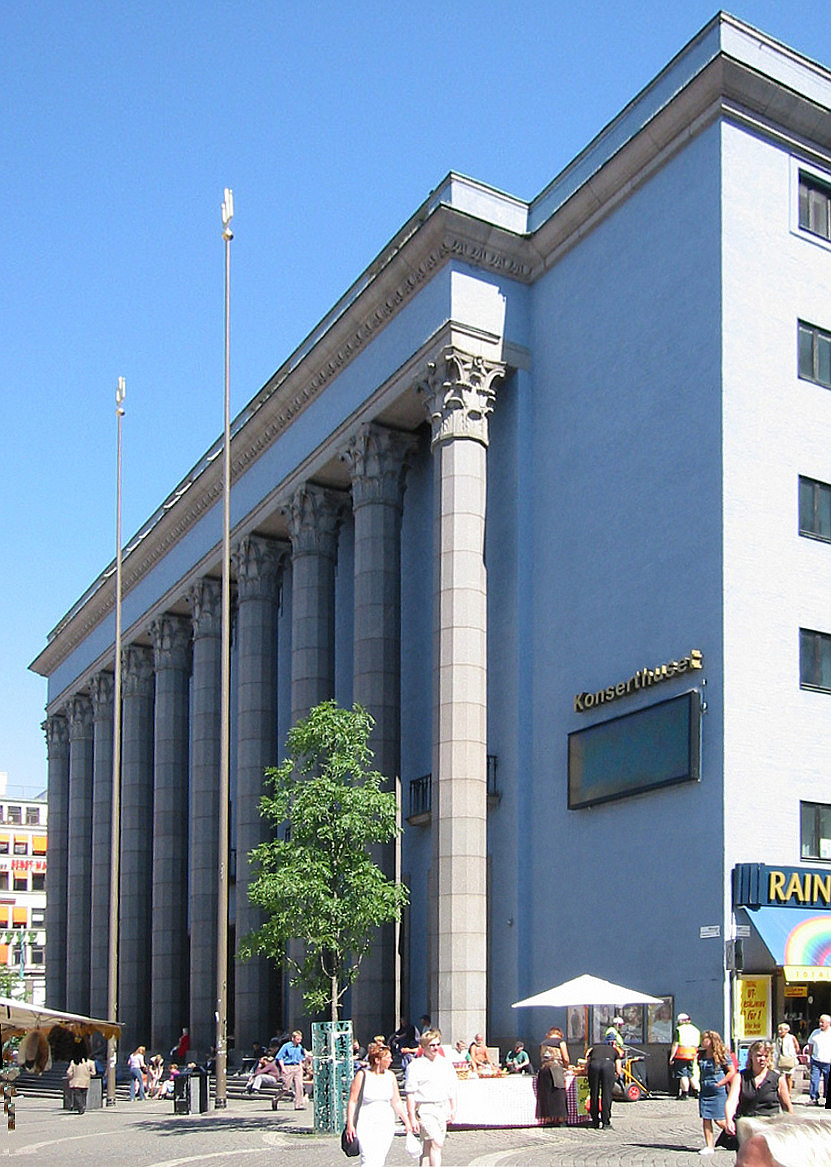
مبنى قاعة ستوكهولم للاحتفالات.

قاعة ستوكهولم للاحتفالات (بالسويدية: Konserthuset)هي القاعة الرئيسية للموسيقى الأوركسترالية في ستوكهولم ،السويد.
القاعة من تصميم إيفار تانغبوم وقد اختير بعد فوزه بمنافسة لاختيار التصميم، وافتححت عام 1926،تعد القاعة مركزا للأوركسترا الملكية، وفيها يتم أيضا مراسيم تسليم جائزة نوبل والجائزة القطبية للموسيقى التي تقام سنوياويعتبر نمط عمارتها كلاسيكيا حديثا .

## معرض صور

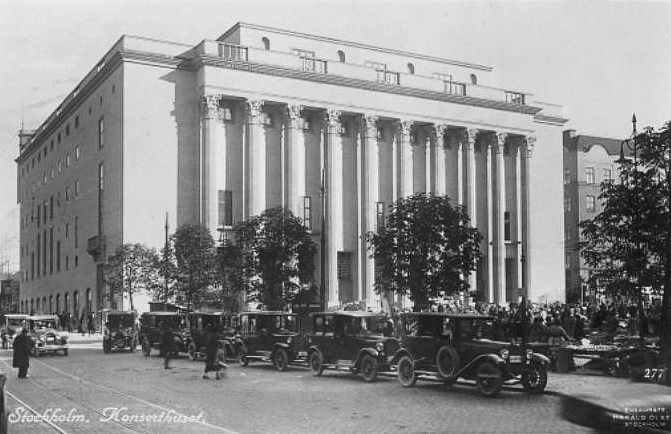
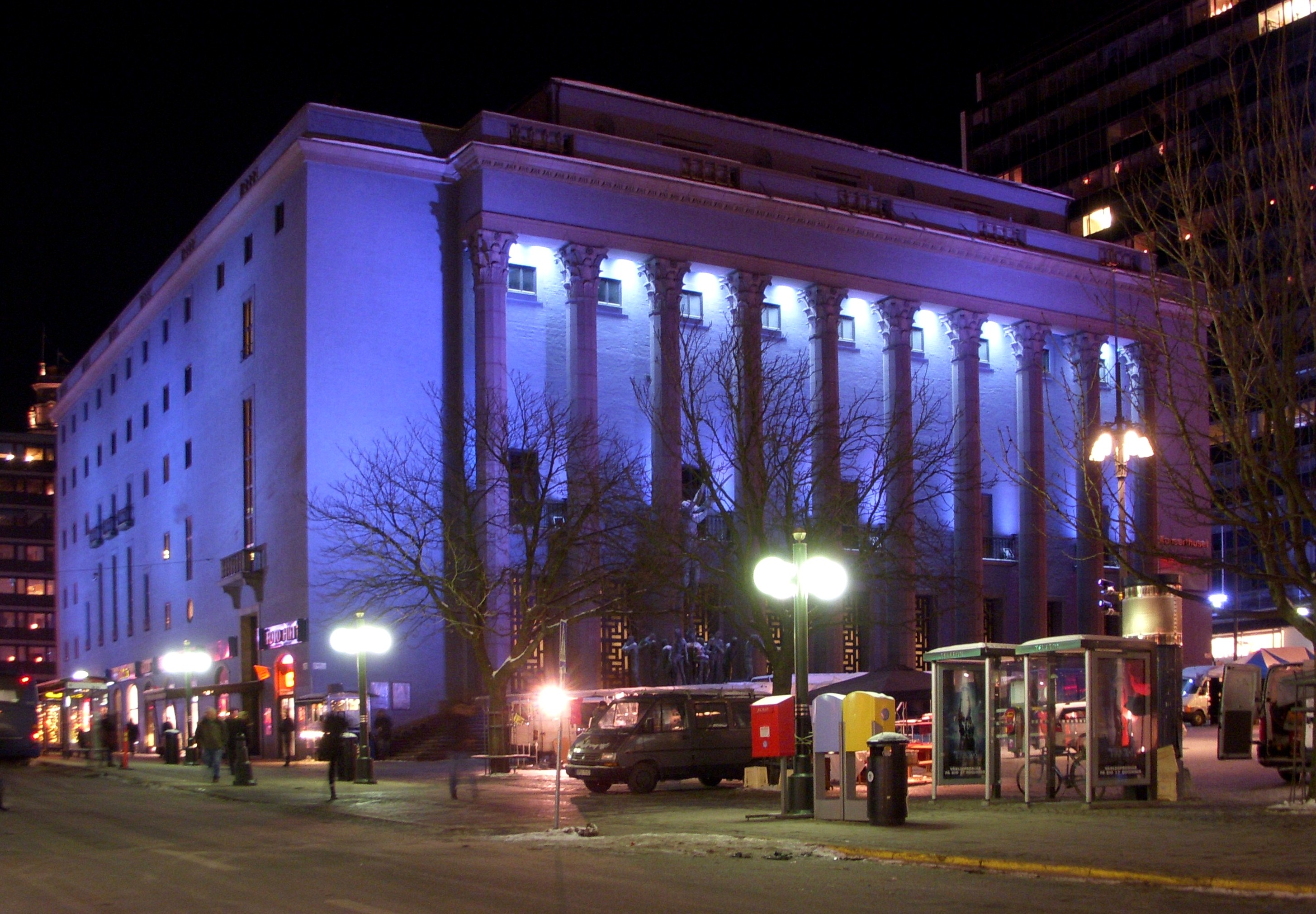
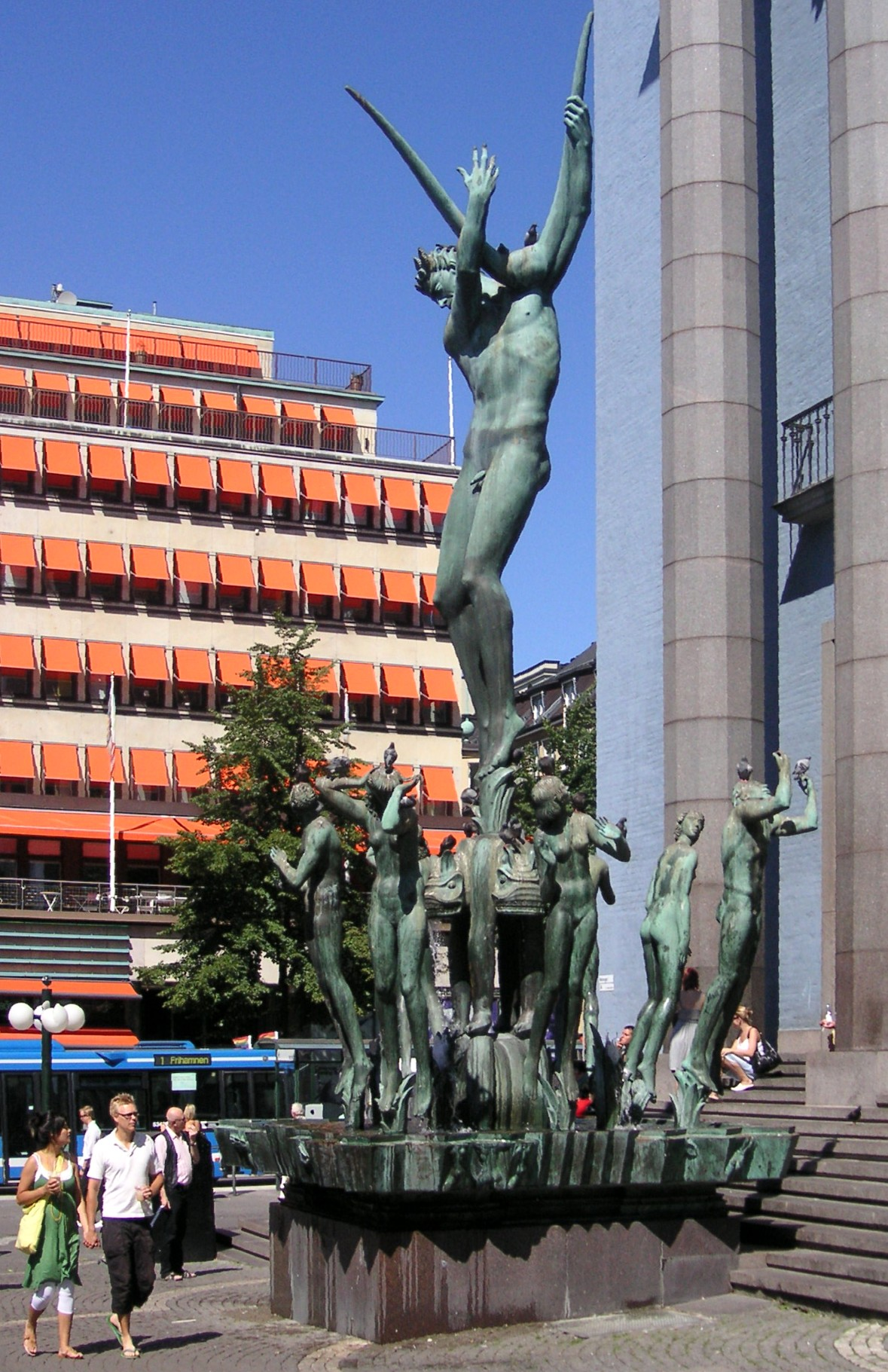

## وصلات خارجية
الموقع الرسمي للقاعة.